# Noccaea cochlearioides
Noccaea cochlearioides là một loài thực vật có hoa trong họ Cải. Loài này được (Hook. f. & Thoms.) Al-Shehbaz mô tả khoa học đầu tiên năm 2002.